# Puschkinia
Puschkinia là một chi thực vật có hoa trong họ Asparagaceae.

## Danh sách loài
- Puschkinia peshmenii Rix & B.Mathew
- Puschkinia scilloides Adams
  - Puschkinia scilloides var. libanotica

## Hình ảnh

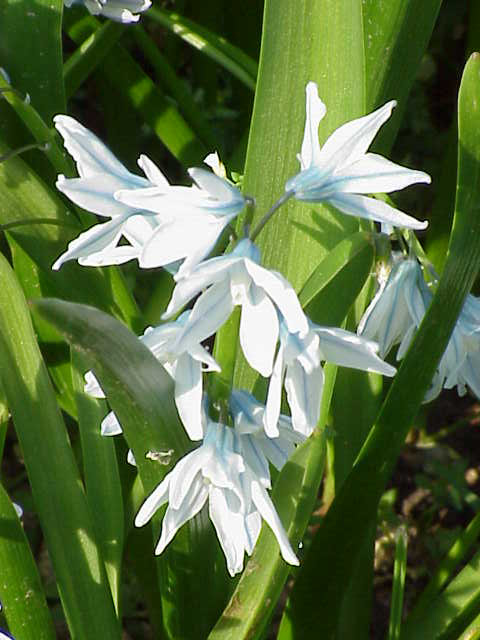
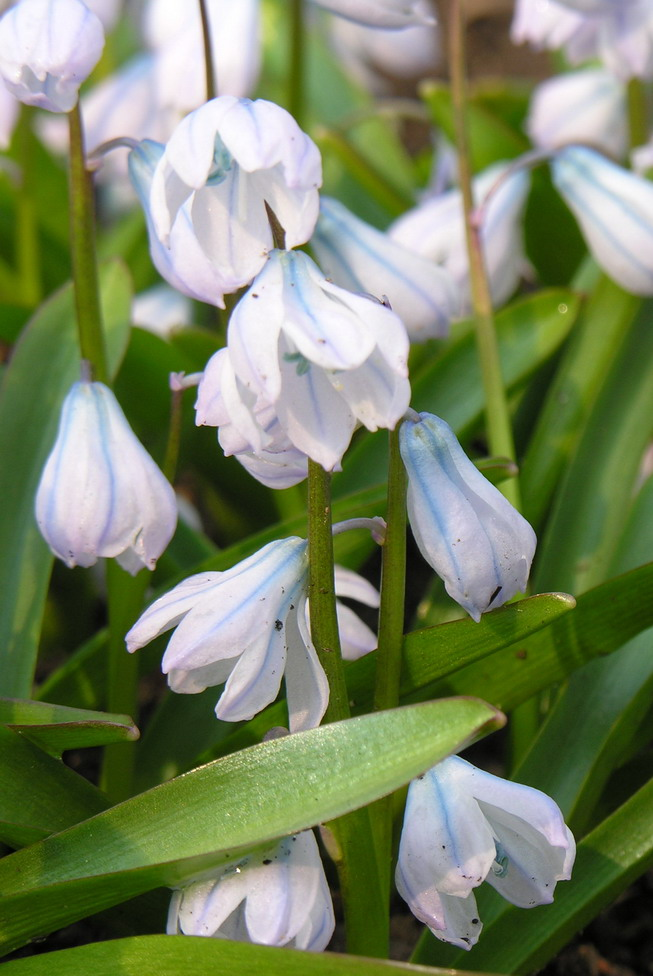
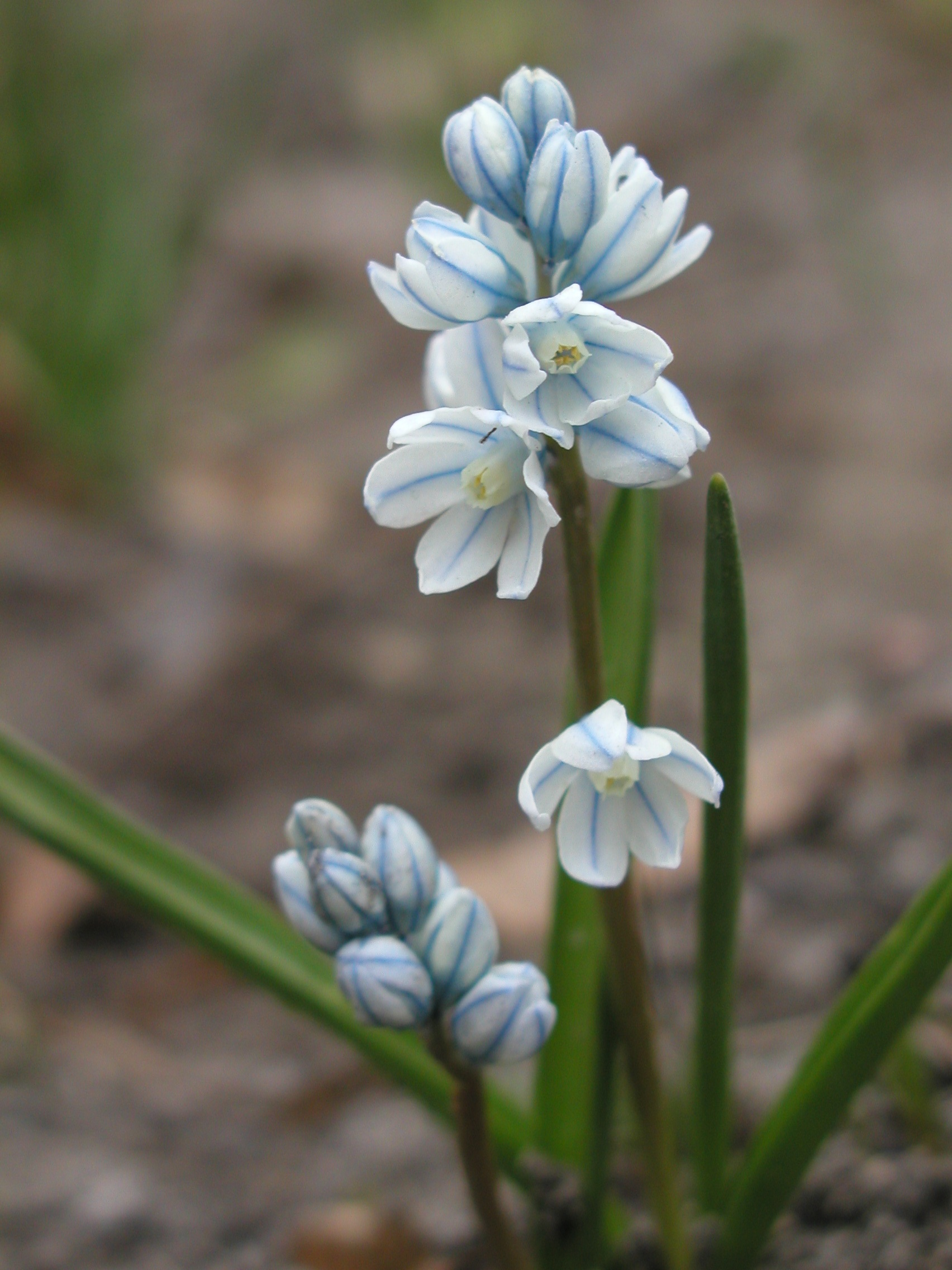